# Bolesław Antoń
Bolesław Stanisław Antoń (ur. 18 lutego 1898 w Nowym Sączu, zm. wiosną 1940 w Katyniu) – polski legionista, uczestnik I wojny światowej i wojny polsko-bolszewickiej, obrońca Lwowa, żołnierz KOP oraz kapitan Wojska Polskiego, ofiara zbrodni katyńskiej.

## Życiorys
Syn Stanisława i Józefy Antonów urodzony 18 lutego 1898 w Nowym Sączu. W I wojnie światowej walczył jako żołnierz Legionów Polskich. Uczestniczył w bitwie o Lwów (1918-1919). Następnie wziął udział w wojnie polsko-bolszewickiej, został ranny pod Magierowem.
W okresie międzywojennym pozostał w wojsku i służył w 1 pspodh. oraz w 20 pułku piechoty, a także w Korpusie Ochrony Pogranicza. Od 1925 pełnił służbę w 28 pułku piechoty. Na stopień kapitana został mianowany ze starszeństwem z 19 marca 1937 i 7. lokatą w korpusie oficerów piechoty. W marcu 1939 równocześnie pełnił obowiązki komendanta 28 Obwodu PW. Do września 1939 pełnił służbę na stanowisku komendanta miejskiego Przysposobienia Wojskowego Łódź IV. 
W czasie kampanii wrześniowej był kwatermistrzem 146 pułku piechoty. Po agresji ZSRR na Polskę z 17 września 1939 dostał się do niewoli sowieckiej i osadzono go w obozie jenieckim w Kozielsku. Wiosną 1940 został zamordowany przez funkcjonariuszy NKWD w lesie katyńskim i tam pogrzebany w bezimiennej mogile zbiorowej, gdzie po 60 latach otwarto Polski Cmentarz Wojenny w Katyniu. W miejscu tym prowadzone były ekshumacje i prace archeologiczne. W czasie ekshumacji przeprowadzonej w 1943, odnaleziono należące do niego 1 zaświadczenie i części legit. ofic., a zwłoki oznaczono numerem 2113. Figuruje na liście wywózkowej z 2 kwietnia 1940.
5 października 2007 minister obrony narodowej Aleksander Szczygło mianował go pośmiertnie na stopień majora. Awans został ogłoszony 9 listopada 2007 w Warszawie, w trakcie uroczystości „Katyń Pamiętamy – Uczcijmy Pamięć Bohaterów”.

## Ordery i odznaczenia
- Srebrny Krzyż Zasługi[4]
- Medal Pamiątkowy za Wojnę 1918–1921[4]
- Medal Dziesięciolecia Odzyskanej Niepodległości[4]
- Krzyż Kampanii Wrześniowej – zbiorowe, pośmiertne odznaczenie pamiątkowe wszystkich ofiar zbrodni katyńskiej (1 stycznia 1986)
- Odznaka Honorowa „Orlęta”[4]